# Plusia coalescens
Plusia coalescens là một loài bướm đêm trong họ Noctuidae.